# 最後の涙
「最後の涙」（さいごのなみだ）は、松山千春が2003年11月5日にリリースした54枚目のシングル。

## 解説
同時発売されたアルバム『風光る』に「最後の涙 (Album Ver.)」として収録されている。

## 収録曲
| 全作詞・作曲: 松山千春、全編曲: 夏目一朗。 |                            |          |            |      |
| #                                          | タイトル                   | 作詞     | 作曲・編曲 | 時間 |
| 1.                                         | 「最後の涙」               | 松山千春 | 松山千春   | 5:02 |
| 2.                                         | 「君の全てを」             | 松山千春 | 松山千春   | 4:26 |
| 3.                                         | 「最後の涙」(Instrumental) | 松山千春 | 松山千春   | 5:02 |
| 合計時間:                                  | 合計時間:                  | 14:30    |            |      |